# Endecja
Endecja (de l'abreviatura (ND, "En" "de" més "cja", pronunciat "endétsia") del seu nom polonès,Narodowa Demokracja - «Democràcia Nacional» -, també conegut com a Ruch Narodowy, «Moviment Nacional») va ser un moviment polític de la dreta polonesa actiu des de mitjan segle xix fins a la fi de la Segona República Polonesa a 1939. Entre els seus fundadors i ideòlegs més importants es pot esmentar Roman Dmowski. El moviment va deixar d'existir efectivament amb la fi de la Segona Guerra Mundial. Durant l'època de la Segona República Polonesa va defensar amb vehemència les polítiques de polonització.

## Orígens

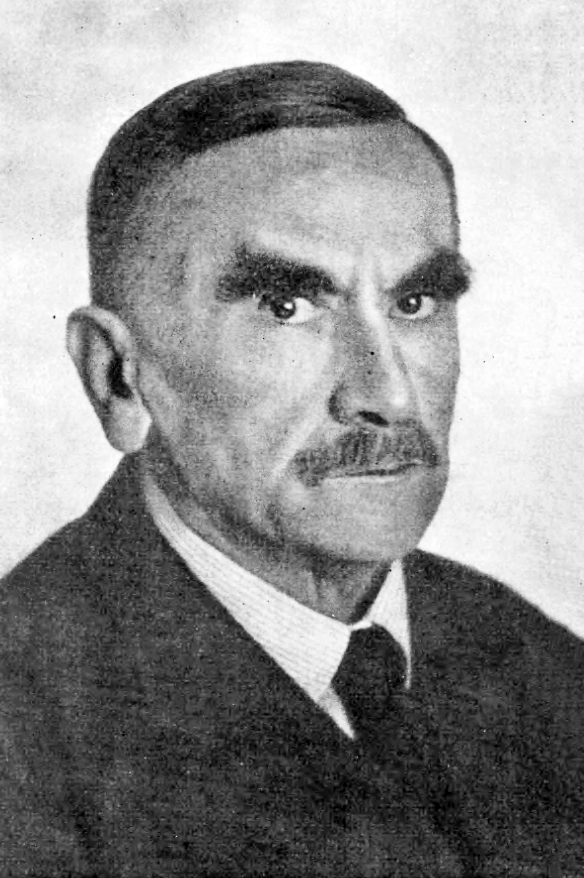
Roman Dmowski, principal figura de la dreta nacionalista polonesa en el període d'entreguerres i rival polític de Józef Piłsudski.

Els orígens d'Endecja es podrien remuntar a la derrota de l'aixecament de gener del 1864 i a l'era del positivisme a Polònia. Després que l'alçament, l'últim d'una sèrie de revoltes durant el segle xix, fos sagnantment esclafat pels països que s'havien repartit Polònia el segle anterior, la nova generació de patriotes i polítics polonesos va decidir que la independència polonesa no s'obtindria al camp de batalla, sinó mitjançant l'educació i la cultura.
El 1886 es fa fundar l'organització secreta Liga Polska ("Lliga Polonesa") i el 1893 va ser rebatejada com a Liga Narodowa ("Lliga Nacional"). Des 1895, la Lliga va publicar el seu propi diari (Przeglad Wszechpolski), i a partir del 1897 ja va comptar amb un partit polític oficial, el Stronnictwo Narodowo-Demokratyczne ("Partit Nacional Democràtic"). A diferència del Partit Socialista Polonès, Endecja va advocar en favor de negociacions pacífiques. Influenciat per les idees nacionalistes radicals i el darwinisme social de Roman Dmowski, l'Endecja es va girar contra les altres nacionalitats amb qui compartia espai a les terres poloneses; l'antisemitisme esdevingué un element clau en la ideologia de l'ND.
Durant la Primera Guerra Mundial, mentre que el PPS, sota la influència de Józef Piłsudski, va recolzar les Potències Centrals, l'Endecja es va aliar primer amb l'Imperi Rus (donant suport a la creació de la Legió Puławski), i després, amb Occident (donant suport a l'Exèrcit Blau). Després del final de la Gran Guerra, molts polítics d'Endecja tenien molta més influència a l'exterior que a Polònia, donada la dificultat de comunicacions entre els exiliats entre Occident i els territoris polonesos, ocupats per Alemanya. Això els va forçar a compartir el seu poder amb Piłsudski, que tenia molt més suport entre els militars. No obstant això, per la seva influència a l'estranger, els polítics de l'Endecja com Dmowski i Ignacy Jan Paderewski pogueren aconseguir suport per a algunes de les peticions poloneses a la Conferència de pau de París de 1919 i el Tractat de Versalles.
La postura antisemita del partit, que defensava l'eliminació forçosa o l'emigració en massa de la població jueva dels territoris que considerava polonesos no va ajudar, però, a la causa nacionalista polonesa defensada pel Comitè Nacional Polonès (KNP), format exclusivament per polítics nacional-demòcrates i, des de començaments de 1919, reconegut com a representant oficial de Polònia a la conferència de pau. La seva hostilitat cap a la representació de les minories (alemanya, lituana, belarussa i ucraïnesa, principalment), tampoc era ben vista pels polítics de l'Entente, especialment pels nord-americans i britànics.

## Segona República Polonesa

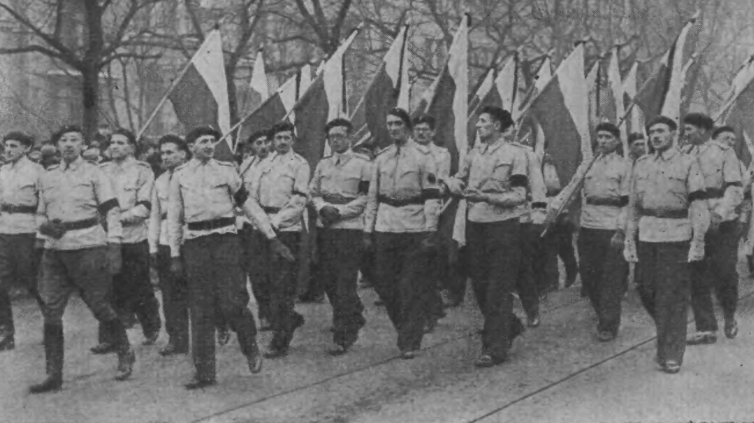
Membres uniformats del Partit Nacional durant el funeral de Dmowski a Varsòvia, 1939.

En la nova Segona República Polonesa Endecja va ser representada primer per la Unió Nacional Populista («Związek Ludowo-Narodowy»), i des 1928 pel Partit Nacional («Stronnictwo Narodowe»). Entre les principals característiques de les polítiques d'Endecja estaven la confrontació per la polonització: van ser polítics d'Endecja com Dmowski i Grabski els que van contribuir a la derrota de la federació de Międzymorze de Piłsudski, l'aliança amb Símon Petliura, i l'alienació de les minories ètniques a Polònia.
Després del Cop de Maig de Piłsudski de 1926, l'Endecja es va trobar en oposició constant al govern de la Sanacja, el moviment polític de Piłsudski. Per lluitar amb el moviment Sanacja, l'Endecja va crear l'organització Obóz Wielkiej Polski ("Camp de la Gran Polònia").

## La Segona Guerra Mundial
Durant la Segona Guerra Mundial va esdevenir part d'una coalició que va formar el Govern polonès a l'exili. Va estar estretament lligat a les controvertides Narodowe Siły Zbrojne (Forces Armades Nacionals), una organització clandestina que va esdevenir una part petita del moviment de resistència polonès. A causa de les polítiques contra les minories d'Endecja, les seves organitzacions armades van ser utilitzades per al combat no solament contra l'Alemanya Nazi, sinó també contra la Unió Soviètica i les organitzacions de diverses minories poloneses. Per això, van obtenir poc suport i molts enemics.

## Després de la Guerra
Després de la fi de la guerra, quan Polònia es va trobar sota el control dels comunistes polonesos i de la Unió Soviètica, les restes d'Endecja o bé van emigrar a l'oest o continuar la seva vana lluita contra l'ocupació soviètica.

## Polònia moderna
Després de la caiguda del comunisme, quan Polònia va esdevenir un país democràtic, diversos partits polítics van intentar restablir algunes tradicions del moviment Endecja. Actualment l'únic partit significatiu que es declara successor d'Endecja és la Lliga de les Famílies Poloneses, fundada el 2001. Des de llavors, en diverses eleccions, el partit ha aconseguit entre el 8% i el 16% dels vots.

## Membres destacats
- Roman Dmowski
- Jędrzej Giertych
- Jan Ludwik Popławski
- Zygmunt Balicki
- Marian Seyda
- Ignacy Chrzanowski
- Władysław Konopczyński
- Stanisław Kozicki
- Leon Mirecki
- Adam Doboszyński
- Roman Rybarski
- Zygmunt Wasilewski
- Władysław Grabski
- Stanisław Grabski
- Jan Mosdorf
- Feliks Koneczny
- Józef Haller
- Tadeusz Rozwadowski
- Wojciech Korfanty
- Maurycy Zamoyski
- Józef Świeżyński